# Falibilismus
Falibilismus (z lat. fallibilis, omylný) je filosofický názor, který vychází z omylnosti a nedostatečnosti každého jednotlivého poznání. Jediný spolehlivý postup, který dovoluje přiblížit se k pravdivému poznání, je kladení vyvratitelných hypotéz a jejich vyvracení pokusem nebo zkušeností.

## V epistemologii
Pojem falibilismus vytvořil americký filosof Charles Peirce a rozpracoval britský filosof Karl Raimund Popper, zejména v knize „Logika vědeckého bádání“. Popper kritizoval snahy Vídeňského kruhu novopozitivistů, kteří se snažili zajistit spolehlivé poznání logickými prostředky a verifikací (ověřováním). Proti tomu postavil Popper svůj „kritický realismus“: logické dokazování je možné jen v axiomatických vědách (logika, matematika), a to na základě přijatých axiomů. Naopak v empirických vědách není definitivní ověření hypotézy nikdy možné a vede nutně k nekonečnému regresu. Možná je pouze falsifikace hypotéz, pokud jsou formulovány tak, že je lze vyvrátit. Naopak nevyvratitelné hypotézy falsifikaci nepřipouštějí a jsou tedy vědecky bezcenné. Falibilismus ale není skepticismus, neboť postup kladení vyvratitelných hypotéz a pokusy o jejich vyvrácení umožňují postupné zdokonalování poznání, přinejmenším jako odstraňování omylů a chyb.

## V politologii
Na podobném principu je postavena i moderní teorie demokratické vlády: nikdo nepředpokládá, že občané vyberou tu nejlepší vládu, ale stačí, pokud špatnou vládu při příštích volbách vymění. Předpokladem ovšem je, že činnost vlády sledují, že si ji pamatují a že se tato zkušenost časem neztrácí.